# Phanerotoma maculata
Phanerotoma maculata är en stekelart som först beskrevs av Thomas Vernon Wollaston 1858.  Phanerotoma maculata ingår i släktet Phanerotoma och familjen bracksteklar. Inga underarter finns listade i Catalogue of Life.